# دیوانه اسم توست
دیوانه اسم توست (به هندی: Deewana Tere Naam Ka) فیلمی هندی محصول سال ۱۹۸۷ و به کارگردانی دیپاک بحری است. در این فیلم بازیگرانی همچون میتون چاکرابورتی، ویجایتا پاندیت، دنی دنزونگپا و شارات ساکسنا ایفای نقش کرده‌اند.